# Franciszek Wielgut
Franciszek Wielgut (ur. 28 listopada 1888 w Sułoszowej, zm. 1 stycznia 1972 w Częstochowie) – podpułkownik piechoty Wojska Polskiego, kawaler Orderu Virtuti Militari.

## Życiorys
Urodził się 28 listopada 1888 w Sułoszowej k. Olkusza, w rodzinie Józefa (ur. 1858) i Marianny z d. Pasternak (ur. 1861). Dziadek Bartłomiej Wielgut brał udział w powstaniu styczniowym. Franciszek uczęszczał do szkoły gminnej w Sułoszowej. Ukończył Warszawskie Kursy Pedagogiczne w Warszawie i uzyskał dyplom nauczycielski. W 1911 złożył egzamin maturalny i uzyskał dyplom rządowy nauczycielski. Rozpoczął pracę jako nauczyciel w Warszawskich Kursach Pedagogicznych.
Od 1908 należał do tajnych organizacji młodzieżowych, nauczycielskich i Związku Chłopskiego, od 1911 do Polskich Drużyn Strzeleckich. Jesienią 1914 wstąpił do Polskiej Organizacji Wojskowej. Służył w 1 Brygadzie Legionów Polskich. Podczas I wojny światowej ukończył Szkołę Podchorążych Piechoty Polskiej Siły Zbrojnej w Warszawie.
W 1918, po odzyskaniu przez Polskę niepodległości, został przyjęty do Wojska Polskiego. Był uczestnikiem wojny polsko-czechosłowackiej o Śląsk Cieszyński. Został awansowany do stopnia kapitana piechoty ze starszeństwem z dniem 1 czerwca 1919, a następnie do stopnia majora piechoty ze starszeństwem z dniem 15 sierpnia 1924. Jako oficer nadetatowy 7 pułku piechoty Legionów był dyrektorem nauk Centralnej Szkoły Podoficerów Zawodowych Piechoty Nr 2 w Grudziądzu (w likwidacji). W 1924 był dowódcą II batalionu 27 pułku piechoty. W 1928, jako oficer tej jednostki, służył w 7 Dywizji Piechoty. Od 1931 był komendantem Szkoły Podoficerów Piechoty dla Małoletnich Nr 2. Został awansowany do stopnia podpułkownika ze starszeństwem z dniem 1 stycznia 1932. Z dniem 15 lipca 1932 został przeniesiony do 77 pułku piechoty w Lidzie na stanowisko zastępcy dowódcy pułku. Od listopada 1933 do 1938 pełnił funkcję komendanta Korpusu Kadetów Nr 1 we Lwowie. Był autorem Gawęd żołnierskich (1921), Katechizmu Żołnierza Polskiego (1926) oraz licznych artykułów.
W styczniu 1939 przeszedł w stan spoczynki i zamieszkał w Częstochowie ze swoją żoną Zofią (1889–1978) i dziećmi: Krzysztofem (1919–2001), Ludmiłą i Anną.
We wrześniu 1939 otrzymał przydział do Kwatery Głównej Naczelnego Wodza marszałka Edwarda Śmigłego-Rydza. 17 września 1939 znalazł się w Rumunii, gdzie został internowany. Od lutego 1941 do kwietnia 1945 był jeńcem niemieckich oflagów.
Po wojnie podjął pracę nauczyciela. Był represjonowany przez komunistyczny aparat bezpieczeństwa. Zmarł w Częstochowie. Pochowany na Cmentarzu św. Rocha (sektor 6-3-5).

## Ordery i odznaczenia
- Krzyż Srebrny Orderu Wojskowego Virtuti Militari[1] nr 7122 – 17 maja 1922[15][16]
- Krzyż Niepodległości – 20 stycznia 1931[17][18]
- Krzyż Kawalerski Orderu Odrodzenia Polski – 11 listopada 1937[19][20]
- Krzyż Walecznych czterokrotnie[1]
- Złoty Krzyż Zasługi – 10 listopada 1928[21][1]
- Medal Pamiątkowy za Wojnę 1918–1921[1]
- Medal Dziesięciolecia Odzyskanej Niepodległości[1]
- Krzyż za Obronę Śląska Cieszyńskiego II kl. – 2 października 1919[22]
- Medal Pamiątkowy za Obronę Śląska Cieszyńskiego